# 吳暹 (順治進士)
吳暹（1630年—？），字鸞田，四川保寧守禦千戶所籍，湖廣德安府孝感縣人，清朝政治人物。

## 生平
順治九年（1652年）壬辰補行辛卯科四川鄉試第六名舉人，十二年（1655年）中式乙未科會試第三百六十五名，三甲第一百二十一名進士。工部觀政，十三年（1656年）授山東嘉祥縣知縣，十四年（1657年）任丁酉科山東鄉試同考官，十五年（1658年）以丁酉科鄉試用藍筆改竄字句革職逮問，降三級調用。

## 家族
曾祖吳祿；祖父吳敦周；嗣父吳三才（指揮使）；生父吳三壽。